# Монтезума (Колорадо)
Монтезума (англ. Montezuma) — місто (англ. town) в США, в окрузі Самміт штату Колорадо. Населення — 74 особи (2020).

## Географія
Монтезума розташована за координатами 39°34′54″ пн. ш. 105°52′5″ зх. д. / 39.58167° пн. ш. 105.86806° зх. д. (39.581706, -105.868071).  За даними Бюро перепису населення США в 2010 році місто мало площу 0,21 км², уся площа — суходіл.

## Демографія
Згідно з переписом 2010 року, у місті мешкало 65 осіб у 25 домогосподарствах у складі 14 родин. Густота населення становила 317 осіб/км².  Було 55 помешкань (268/км²).
Расовий склад населення:
| - 86,2 % — білих - 3,1 % — чорних або афроамериканців - 9,2 % — осіб інших рас |

До двох чи більше рас належало 1,5 %. Частка іспаномовних становила 10,8 % від усіх жителів.
За віковим діапазоном населення розподілялося таким чином: 15,4 % — особи молодші 18 років, 81,5 % — особи у віці 18—64 років, 3,1 % — особи у віці 65 років та старші. Медіана віку мешканця становила 35,3 року. На 100 осіб жіночої статі у місті припадало 170,8 чоловіків;  на 100 жінок у віці від 18 років та старших — 189,5 чоловіків також старших 18 років.
Середній дохід на одне домашнє господарство  становив 65 019 доларів США (медіана — 58 750), а середній дохід на одну сім'ю — 84 563 долари (медіана — 78 750). 
Цивільне працевлаштоване населення становило 30 осіб. Основні галузі зайнятості: освіта, охорона здоров'я та соціальна допомога — 33,3 %, мистецтво, розваги та відпочинок — 26,7 %, будівництво — 20,0 %.